# De leeftijd van de illusies
De leeftijd van de illusies (Hongaars: Álmodozások kora) is een Hongaarse dramafilm uit 1965 onder regie van István Szabó.

## Verhaal
Jancsi is een idealistische ingenieur, die volledig opgaat in zijn werk. Éva is een advocate en een overtuigde communist. Ze komen tot de vaststelling dat ze zich vanwege de ideologische verschillen onmogelijk aan elkaar kunnen binden.

## Rolverdeling
| Acteur               | Personage |
| -------------------- | --------- |
| András Bálint        | Jancsi    |
| Ilona Béres          | Éva Halk  |
| Judit Halász         | Habgab    |
| Kati Sólyom          | Anni      |
| Cecília Esztergályos | Ági       |
| Béla Asztalos        | Laci      |
| Tamás Eross          | Matyi     |
| László Murányi       | Gergely   |
| István Dékány        | Füsi      |
| István Bujtor        | Ági fiúja |